# 福島正則
福島 正則（ふくしま まさのり）は、安土桃山時代から江戸時代前期にかけての日本の武将で、大名。賤ヶ岳の七本槍の一人としても知られている。安芸国広島藩主、後に信濃高井野藩の初代藩主。

## 生涯

### 秀吉の子飼いとして

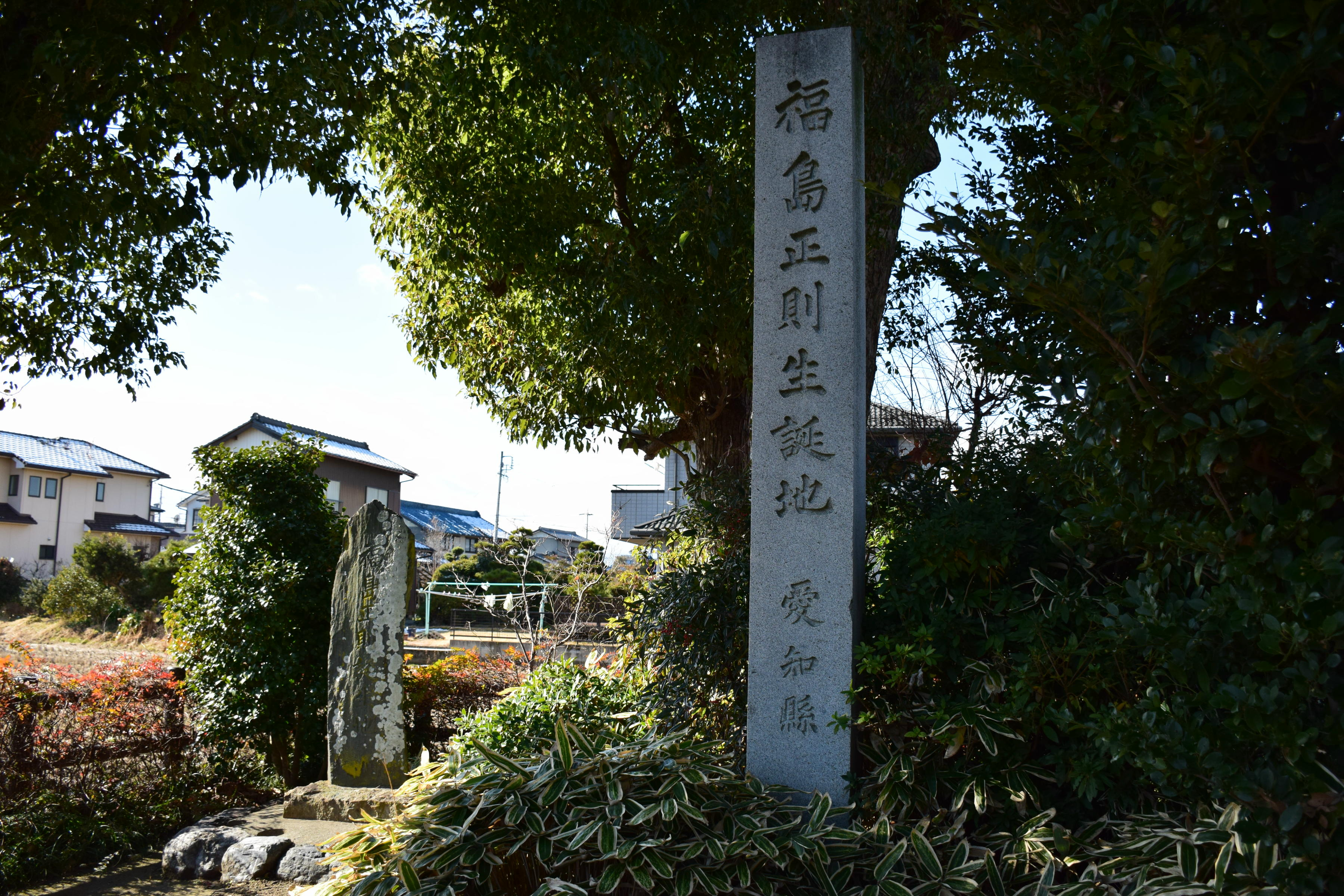
福島正則の生誕地とされている場所に建つ、新旧2つの石碑 / 愛知県あま市二ツ寺屋敷に所在。

永禄4年（1561年）、市松（幼名）は尾張国海東郡二ツ寺村（現・愛知県あま市二ツ寺屋敷）で桶屋を営む福島正信（正光）の長男として生まれたという。しかし、父・正信は義父であったともいわれている。後者の場合、実父と目されているのは、同国春日井郡の清洲村界隈（旧・愛知県西春日井郡清洲町、現在の清須市の中核地域）の桶大工、および、星野成政である。母は、秀吉（のちの豊臣秀吉）の母（のちの大政所）の妹（秀吉の叔母）にあたる人物である。
少年に成長すると、母を通じた縁で秀吉の小姓になる。
天正6年（1578年）、播磨三木城の攻撃で初陣を飾る。始めの禄高は200石であった。
天正10年（1582年）、山崎の戦いにおいて、勝龍寺城を攻撃するなどして軍功をあげ、300石を加増されて500石となった。
天正11年（1583年）、賤ヶ岳の戦いにおいて、一番槍・一番首として敵将・拝郷家嘉を討ち取るという大功を立てて賞され、賤ヶ岳の七本槍の中でも突出して5,000石を与えられた（他の6人は3,000石）。
天正12年（1584年）、小牧・長久手の戦いでは、父・正信とともに、後備えとして兵300を率いて従軍したという。正則は本陣から美濃に撤退する際に敵と戦い、褒美として胴肩衣（襦袢）を賜った（『福島家世系之図』）。
その後、根来寺攻めや、四国征伐にも従い、天正15年（1587年）の九州平定の後、9月5日に伊予国今治11万3千余石を与えられ、ここに正則は「分国」を形成する大名的領主となった。小田原征伐では、織田信雄の軍として、蜂須賀家政・細川忠興・蒲生氏郷などとともに韮山城を攻撃、包囲した。

### 文禄・慶長の役

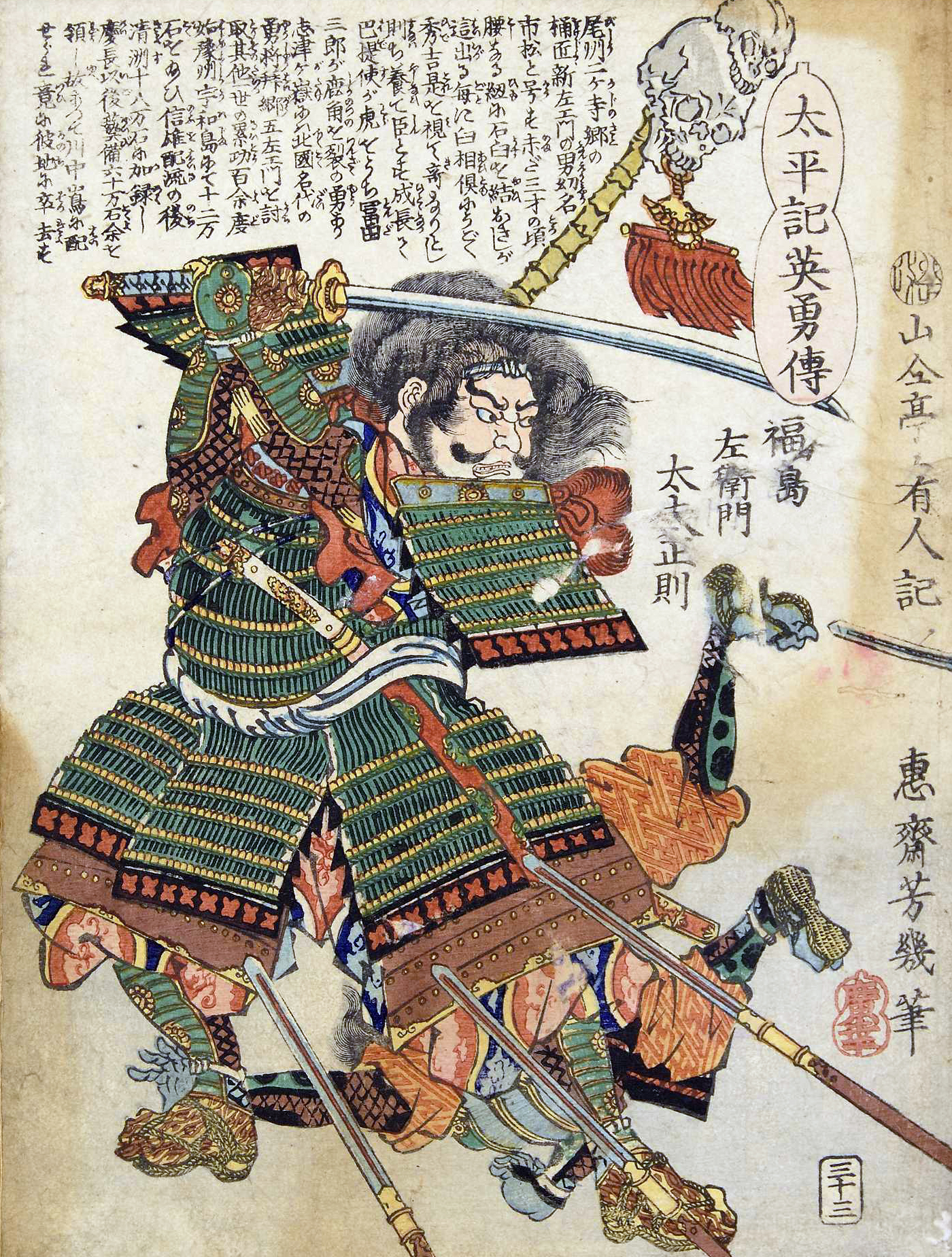
惠斎芳幾（落合芳幾）の武者絵『太平記英勇伝 三十三 福島左衛門太夫正則』
慶応2年（1867年）刊。『太平記英勇伝』は歌川国芳と落合芳幾が手掛けた縦中判錦絵の武者絵揃物で、正則は後者が担当した。描かれているのは、伝統的な甲冑姿で軍場に立つ正則である。打刀を左上段に構える彼の足元には、今しがた仕留めた敵兵がもんどり打つようにして倒れ込んでいる。対峙している敵は槍兵たちで、4つの切っ先が"首"を狙っている。

文禄元年（1592年）からの文禄の役では五番隊の主将として戸田勝隆、長宗我部元親、蜂須賀家政、生駒親正、来島通総などを率いて京畿道の攻略にあたった。年末には京畿道竹山の守備についた。
この後、正則はいったん日本に帰国し、文禄3年（1594年）1月に再び朝鮮に渡った。
講和交渉の進展により南部布陣が決まったため、正則は巨済島の松真浦城や場門浦城の守備、補給などの兵站活動を担当した。10月、朝鮮水軍を率いる李舜臣が場門浦を攻撃した時（場門浦海戦）には正則自ら軍船に乗って指揮を執り、敵船を焼き討ちするなどの反撃でこれを撃退した。
文禄4年（1595年）7月、秀吉によって豊臣秀次が切腹させられるという事件が起こった。この際、正則は日本におり、秀次に切腹の命令を伝えている。同年、尾張国清洲に24万石の所領を与えられた。
慶長3年（1598年）、羽柴の名字が確認される。青木重吉に同じく羽柴名字・豊臣姓を与えられ、侍従任官によって諸大夫から公家成したのである（青木氏と福島氏は羽柴氏の親戚の家であった）。
続く慶長の役には参加しなかった正則であったが、慶長4年（1599年）に秀吉は朝鮮半島に大軍勢を派遣して大規模な軍事行動を計画しており、その軍勢の大将として石田三成と増田長盛とともに抜擢されていた。しかし、慶長3年（1598年）8月に秀吉が死去すると、この計画は実施されることなく日本軍は大陸から撤兵した。

### 関ヶ原の戦い
正則は石田三成らと朝鮮出兵を契機としてその仲が一気に険悪になり、慶長4年（1599年）の前田利家の死後、朋友の加藤清正らと共に三成を襲撃するなどの事件も起こしている（七将襲撃事件）。この時は徳川家康に慰留され襲撃を翻意したが、その経緯から家康の昵懇大名の一人となる。
また、姉の子で正則の養子になっていた正之と家康の養女・満天姫との婚姻を実現させた。これは諸大名の私婚を禁じた秀吉の遺命に反するものだった。

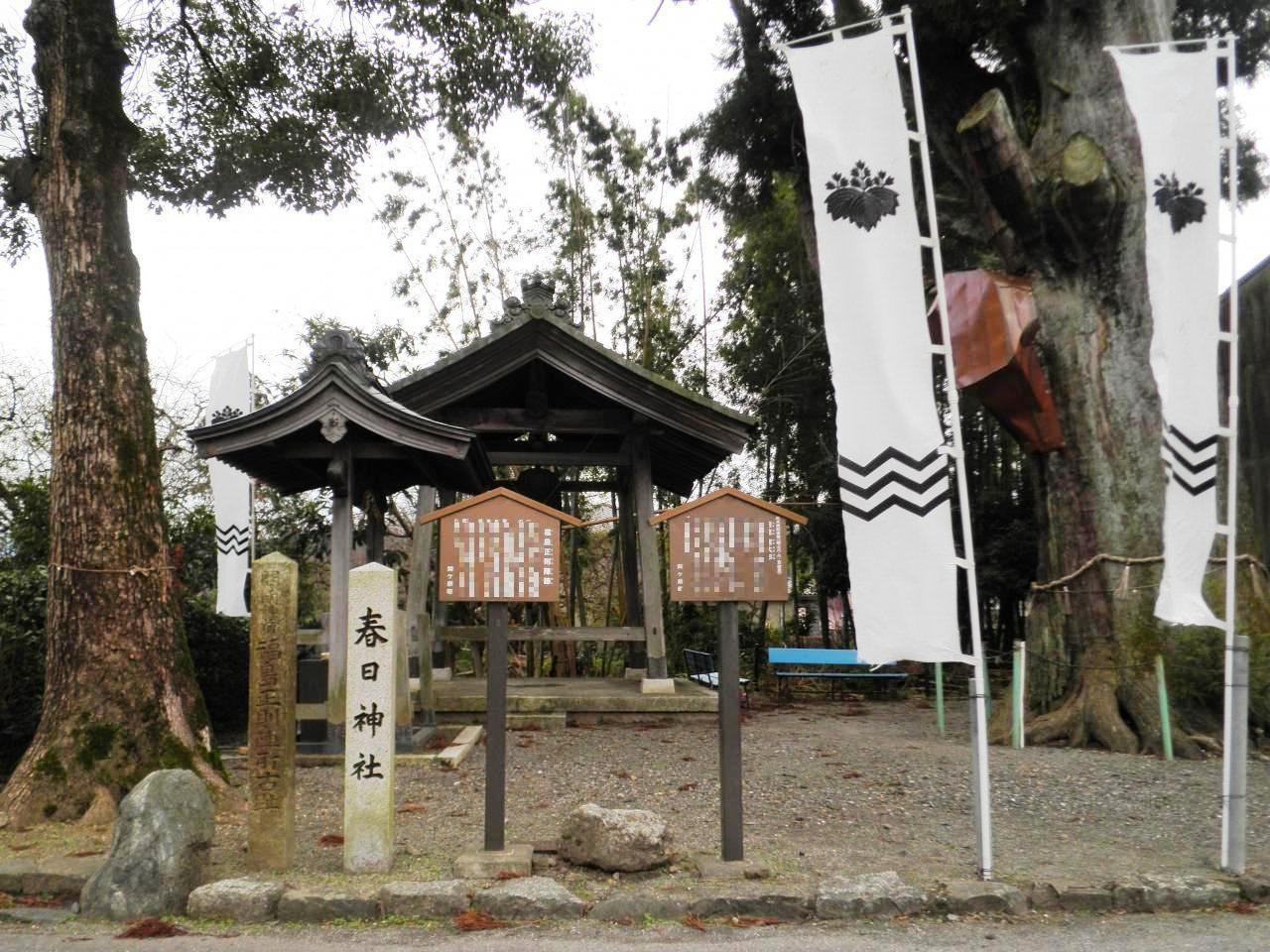
関ヶ原の戦いの福島正則陣跡 / 岐阜県不破郡関ケ原町に所在。

慶長5年（1600年）の会津征伐には6,000人を率いて従軍。その途中、上方で三成が挙兵した報を受けての小山評定では、家康の意を受けた黒田長政にあらかじめ懐柔されていた正則が三成挙兵に動揺する諸大名の機先を制して、いち早く家康の味方につくことを誓約し、反転して西上する方針が決定する。清洲から美濃方面に進軍し、西軍の織田秀信が守る岐阜城攻めでは池田輝政と先鋒を争い、黒田長政らと共同で城を陥落させる。
関ヶ原の戦いでは、宇喜多秀家勢1万7,000と戦闘を行った。宇喜多勢の前衛8,000を率いた明石全登に、福島勢は一時退却を余儀なくされたが、なんとか宇喜多勢の進撃を防ぎ切ることに成功する。
やがて小早川秀秋の背信を機に、西軍の戦線は崩壊した。宇喜多勢は、開戦時から戦っていたため疲労が頂点に達し、東軍による集中攻撃に持ち堪えられなくなり、壊滅した。
合戦後、正則は西軍総大将・毛利輝元からの大坂城接収にも奔走し、戦後安芸広島と備後鞆49万8,000石を得た（広島藩）。

### 江戸時代
慶長6年（1601年）3月に芸備に入封した正則は、早くも領内を巡検するとともに、検地で石高の再算出を行った。家臣への知行割も事実上の給米制とし、検地の結果を農民に公開した上で実収に伴った年貢を徴収して負担を少なくするなどの善政を敷き、また領内の寺社の保護にも熱心であり、慶長7年（1602年）には厳島神社の平家納経を修復させた。
慶長7年（1602年）、本姓が豊臣姓であることが確認される。
慶長8年（1603年）、安芸最西端の地に巨大な亀居城の築城を始める。この城は毛利領最東端の岩国城に対する城で、さらに山陽道の交通を遮断する能力も備えていた。
慶長9年（1604年）以降、江戸幕府による諸城修築の動員に参加して忠勤に励んだが、豊臣家を主筋に立てることも忘れなかった。
慶長13年（1608年）、豊臣秀頼が病を患うと、正則は見舞に大坂城へ駆けつけている。
慶長16年（1611年）3月、家康が秀頼に対し二条城での会見を迫った時には、いまなお豊臣家が主筋と自負して強硬に反対した淀殿を加藤清正や浅野幸長とともに説得し、秀頼の上洛を実現させた。なお正則自身は病と称して会見に同席せず、枚方から京の街道筋を1万の軍勢で固めて変事に備えた。
この会見直後に清正や浅野長政・幸長父子、池田輝政といった朋友の豊臣恩顧大名が相次いで死去し、正則自身も慶長17年（1612年）に病を理由に隠居を願い出る。しかしそれも許されず、大坂の陣では秀頼に加勢を求められても、正則は拒絶し、大坂の蔵屋敷にあった蔵米8万石の接収を黙認するに留まった。また、一族の福島正守・福島正鎮は豊臣軍に加わった。幕府には従軍も許されず、正則は冬の陣、夏の陣ともに江戸留守居役を命じられたが、嫡男の福島忠勝が兵を率いて幕府軍に加わった。しかし戦後、正則の弟の福島高晴は豊臣家に内通したとして、幕府より改易を命じられた。

### 改易と晩年
元和5年（1619年）、家康死後まもない頃、台風による水害で破壊された広島城の本丸・二の丸・三の丸及び石垣等を無断修繕したことが武家諸法度違反に問われる。正則はその2ヶ月前から届けを出していたが、先年にも一国一城令発布後にもかかわらず新規に築城を行ったとして、毛利家から報告を受けた幕府より該当城の破却を命じられた後のことでもあり、幕府からは正式な許可が出ていなかった。福島側の言い分では、雨漏りする部分を止むを得ず修繕しただけという。江戸参勤中の正則が謝罪し、修繕した部分を破却するという条件で一旦は沙汰止みになったものの、求められた「本丸以外の修築分を破却」という条件に対し、正則は本丸の修築分のみ破却をおこない、二の丸・三の丸の修築分は据え置いた。これにより「破却が不十分である」と咎められる。また、人質として江戸に送るはずだった忠勝の出発を遅らせたこと、それに対して「万事親次第」と弁明を拒否するなどしたため、怒った将軍・徳川秀忠の上使として牧野忠成と花房正成が江戸芝愛宕下の正則の屋敷に派遣され、安芸・備後50万石は没収、信濃国川中島四郡中の高井郡と越後国魚沼郡の4万5,000石（高井野藩）に減転封の命令を受けることとなった。移封後、正則は嫡男・忠勝に家督を譲り、隠居した。出家して高斎と号した。
元和6年（1620年）9月、忠勝が早世したため、正則は2万5,000石を幕府に返上した。
寛永元年（1624年）7月13日、正則は高井野（長野県高山村）で死去した。享年64。高井野での生活はわずか5年間であったが領内の総検地、用水の設置と新田開発、治水工事などの功績を残した。
幕府の検死役の堀田正吉が到着する前に、家臣・津田四郎兵衛が正則の遺体を火葬したため残りの2万石も没収された。福島家は取り潰されたが、幕府は正則の子・福島正利に旧領から3,112石を与えて旗本とした。福島正利が嗣子なく没した後は一旦断絶したが、福島忠勝の孫・正勝が家を再興し、代々御書院番などを務めた。

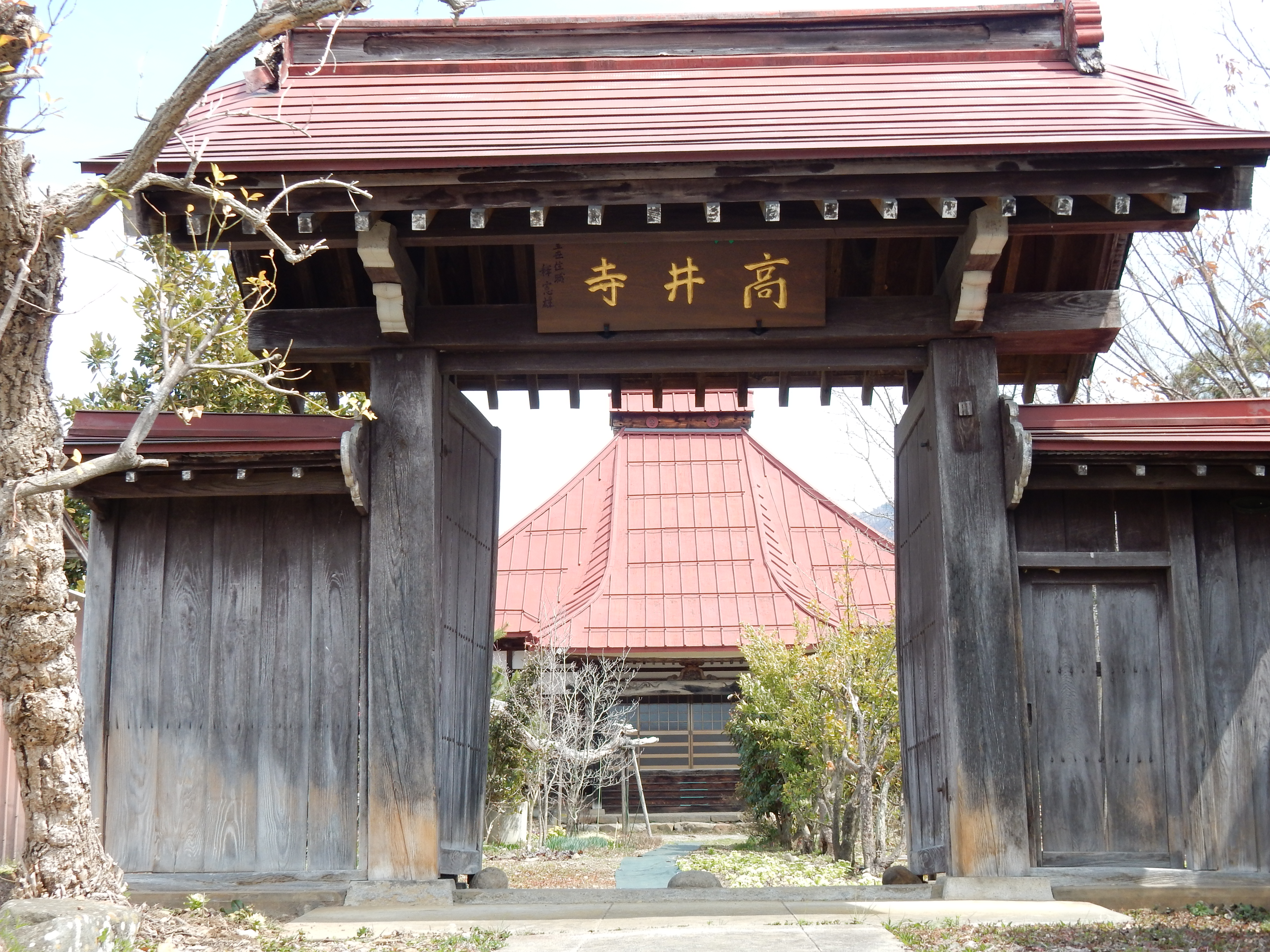
長野県高山村の高井寺にある、改易後の福島正則住居跡 / 山門前より望む。県指定史跡「福島正則屋敷跡」の一つ。
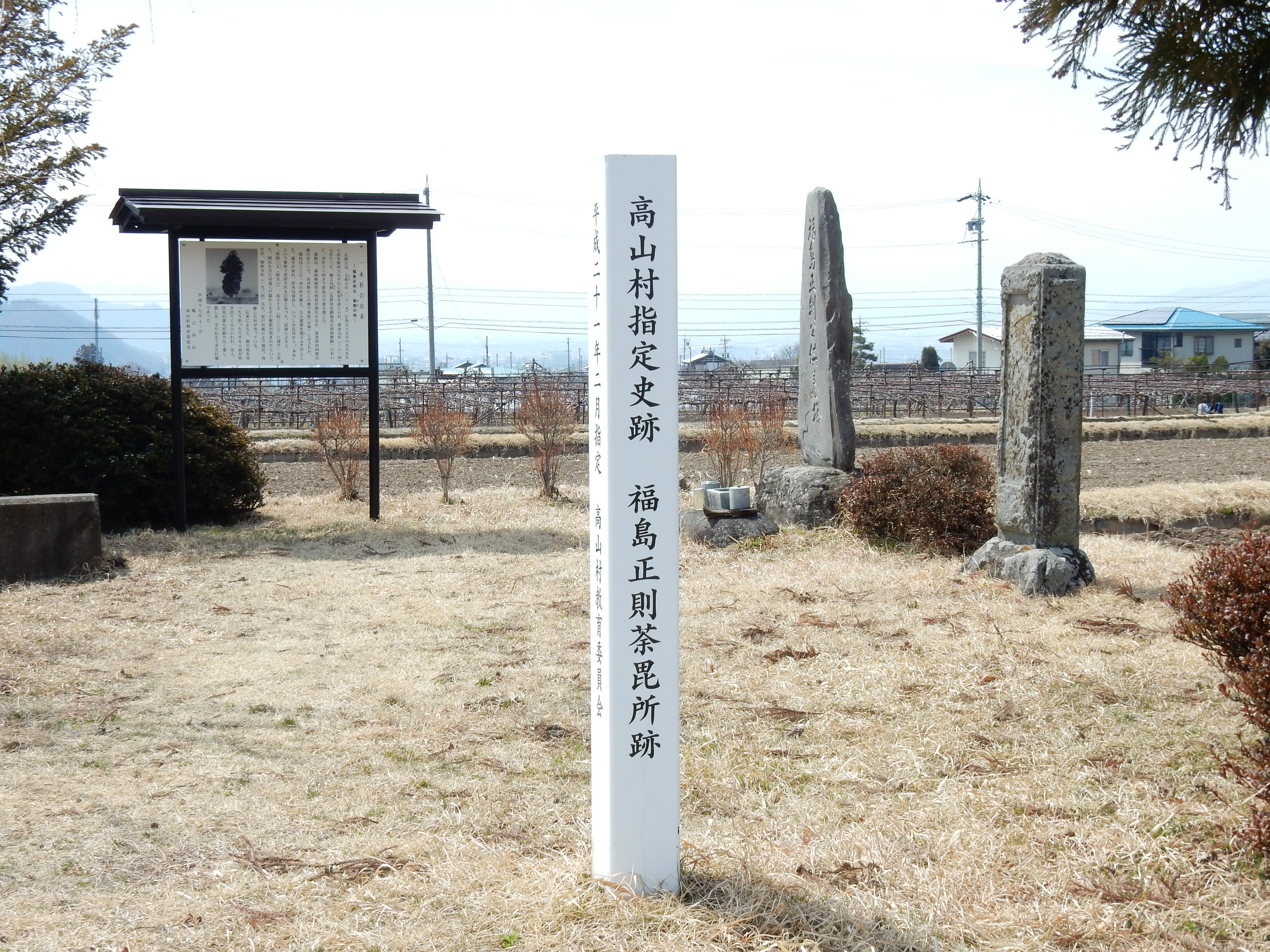
福島正則荼毘所跡 / 福島正則を荼毘に伏した場所の跡地で、長野県高山村にある。村指定史跡。
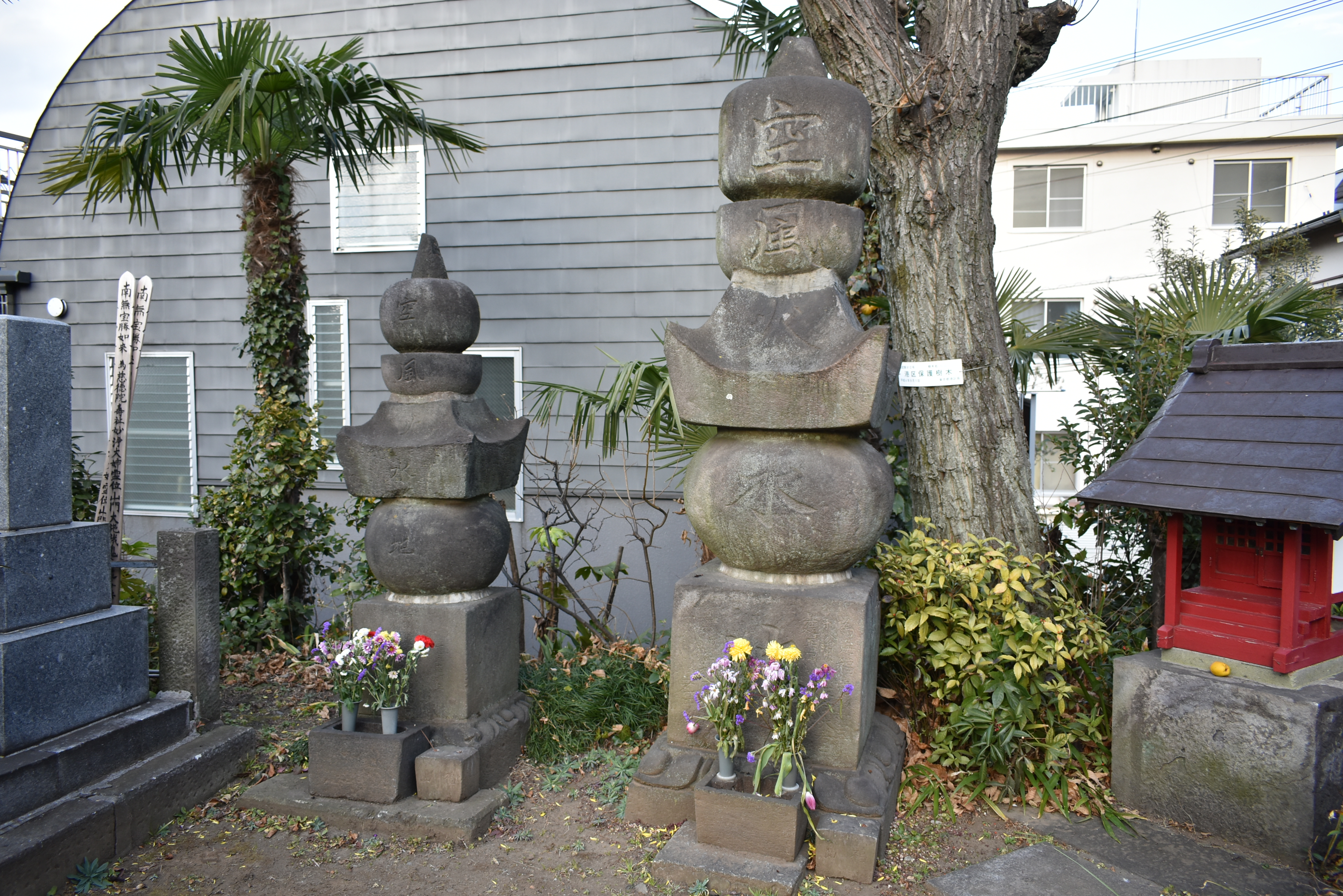
平等山正覚院（東京都港区三田）に建つ、福島正則・正利父子の五輪塔 / 2019年撮影。

## 官職および位階等の履歴
- 天正13年7月16日（1585年8月11日）、平正則として従五位下左衛門尉に叙任。
- 慶長2年7月26日（1597年9月7日）、豊臣正則として侍従に任官。羽柴の名字も同時に拝領[31]。
- 慶長7年3月7日（1602年4月28日）、豊臣正則として左近衛権少将に転任（時に、従四位下に昇叙か）。
- 元和3年6月21日（1617年7月23日）、豊臣正則として従三位に昇叙し、参議に転任。同年11月2日、参議辞退。

正則は書状などで用いる名として左衛門大夫を用いており、系図類でも「左衛門大夫」に任官したとされるが、官職としては存在しておらず、実際に任官したのは「左衛門尉」と見られる。本来「左衛門大夫」とは「（六位相当の）左衛門尉を辞して、それと引き換えに従五位下に昇進した、現在は散位（無官）の人」を指す言葉である。「現在従五位下であって左衛門尉でもある人」は「大夫尉」「大夫判官」と呼んで区別されていたが、正則の時代にはすでにそのような慣習は忘れられて「左京大夫」などの実在の官職との混同が起きていた。正則は侍従任官後も「左衛門大夫」を用いており、侍従任官後も「三郎左衛門尉」を称していた池田輝政も同様であり、当時は武士としての官途名と武家官位として補任される官位が別物として扱われるようになっていた。
通常豊臣譜代の諸将は「諸大夫成」（従五位下叙位）として扱われていたが、正則と青木一矩（重吉）だけは侍従に任官する「公家成」を行っている。これは正則と青木一矩が秀吉の母方の縁者であるために豊臣氏の「准一門」とされ、浅野長政・加藤清正・石田三成らといった譜代家臣とは別格扱いされていたものと見られている。

## 人物・逸話
- 出生地の現在の愛知県あま市では英雄視されており、1889年（明治22年）発足の正則村の由来にもなっている。正則村は現在合併により消滅・地名としても残っていないが、旧村域にある正則保育園や正則小学校、大江川に架かる「正則橋」などに名前を残している。また、あま市二ツ寺屋敷に生誕地を示す石碑が設置されており（■画像あり）、その近くにある菊泉禅院は正則の菩提寺である。
- 一般的には「武勇に長けるが智謀に乏しい猪武者」というイメージが強く、乱暴者としての逸話には事欠かない。
  - 幼い頃に父親の桶屋家業を継ぐために修行していたが、大人と喧嘩をして鑿（のみ）で相手を殺害した。
  - 安芸広島に入国する際に船に地嵐と呼ばれる風が吹いたため、「国入りの初めに地が荒れてよきものか」として何の罪もない水主（船頭）を斬り捨てた（『遺老物語』）[38]。
- 関ヶ原の戦いでは第一の武功を賞されたが、関ヶ原ではたびたびそれをなげうつことも辞さない言動をしている。戦いに関連した次のような逸話・研究がある。
  - 岐阜城を攻め落とした際には城主・織田秀信の助命を嘆願した[39][注 8]。その直後、家臣が徳川家の足軽に侮辱されて自害し、その上司である旗本・伊奈昭綱の切腹を正則が要求した際にも「聞き容れられなければ城地を立ち去るのみである」と啖呵を切っている。この事件が原因のためか、徳川方の史料で「この人（正則）資性強暴にて、軍功にほこり」（『台徳院殿御実紀』）と記されている。
- 武断派の印象が強いが、慶長6年（1601年）の検地で知行高49万8,000石であったのを元和5年（1619年）に51万5,000石まで増加させており、領主として行政面でも結果を残している。
- 自らはキリシタンではなかったが、清洲城主であった頃から一貫してキリシタン保護政策を堅持していた。宗教に対しては寛容な政策を採っていたとされる[40]。
- 大酒飲みで酒癖が悪かった。
  - 泥酔して家臣に切腹を命じ、翌朝になって間違いに気付いたがもはや取り返しがつかず、その家臣の首に泣いて詫びたという逸話もある。
  - 酒席で、黒田長政の使者として来ていた黒田家家臣・母里友信に酒を大杯で勧め断られた（友信は家中でも有名な酒豪であったが、使者の役目柄断った）が、「飲み干せたならば好きな褒美をとらす」とさらに勧め、そのうえ「黒田武士は酒に弱く酔えば何の役にも立たない」と罵倒した。家名を貶められた母里友信は、それならばと酒を見事に一気飲みし、褒美に秀吉から拝領した名槍「日本号」を所望した。正則は狼狽したが、武士である以上前言を覆すことができず、不覚にも家宝の槍を呑み取られることになった。この場面を歌詞としたのが民謡「黒田節」である。
- 幕府の命で名古屋城の手伝普請に従事している際、「江戸や駿府はまだしも、ここは妾の子の城ではないか。それにまでこき使われたのでは堪らない。」とこぼし、池田輝政に「お前は（家康の）婿殿だろう、我々のためにこの事を直訴してくれ。」と迫った。輝政が沈黙していると、それを聞いていた加藤清正が怒りながら「滅多な事を言うな。築城がそんなに嫌なら国元に帰って謀反の支度をしろ。それが無理なら命令通りに工期を急げ。」とたしなめたという[41]。
- 元和元年（1615年）の大坂城落城後、妙心寺の石川貞清の元を訪れ面会した正則は、貞清から妙心寺内の土地の一部を譲り受けて海福院を建立し、死者の冥福を祈った。貞清は関ヶ原の戦いで西軍に与して戦後は茶人・商人となっていた人物で、その妻について石田三成の娘、大谷吉継の妹、真田信繁（幸村）の娘などの諸説がある。
- 家康が重病で死の床に就くと、正則は駿府を訪れて見舞ったが、家康は「一度安芸に帰られるがよい。将軍家（徳川秀忠）に不服があれば、遠慮せず、兵を挙げられるが良い」と冷たく言い放った。御前を退出した正則は「今日までご奉公に努めて来たにもかかわらず、あのような申されようは情けない限りだ」と嘆き、人目も憚らず泣いた。それを聞いた家康は「その一言を吐き出させるために、あのように言ったのだ。」と安心したという。
- あるとき細川忠興に「なぜ武勇もなく得体の知れない茶人の千利休のことを慕っている」と尋ね、その後忠興に誘われ利休の茶会に参加した。茶会が終わると正則は「わしは今までいかなる強敵に向かっても怯んだ事は無かったが、利休殿と立ち向かっているとどうも臆したように覚えた」とすっかり利休に感服した。
- かなりの恐妻家であったらしく、ある時は女性問題で嫉妬に狂った夫人（昌泉院）に薙刀で斬りつけられて、戦場では臆したことはないと自負した彼もこれには逃げ出したと言う逸話が残っている。
- 信濃国高井野藩に転封され検地と新田開発を奨励した。新田開発を許された久保田家の子孫である6代目久保田重右衛門（久保田春耕）は、小林一茶の門人の一人で一茶の経済的支援者となった。
- 伏見城で晒された石田三成を見ると「無用な戦を起こしおって」と侮辱した。三成はこれに対し「わしは太閤殿下の御恩に報いるために立ったのだ。お前を捕らえることができず残念だ」と言い返した。[42]

## 系譜
- 父：福島正信（1525?-1597）
- 母：松雲院 - 豊臣秀吉の叔母
- 正室：照雲院（しょううんいん、生年不詳 - 慶長7年3月25日（1602年5月16日）） - 正則の重臣・津田長義の娘。正則との間には正友・忠勝・正利を儲けるも、正利を産む際の難産で亡くなった。墓所は妙慶院（広島県広島市）。照雲院賀屋妙慶大禅定尼。
  - 男子：福島正友（1596-1608）
  - 次男：福島忠勝（1598-1620）
  - 男子：福島正利（1601-1638）
- 継室：昌泉院（しょうせんいん、生年不詳 - 寛永18年12月28日（1642年1月18日）） - 牧野康成の娘、徳川家康の養女。慶長9年（1604年）正則に嫁し、三女を儲けた。正則の改易後は三女とともに実家に戻っている。昌泉院華景栄春。
  - 女子：暠照院（?-1634） - 水無瀬兼俊室
  - 女子：春圃妙香（?-1632） - 大野猪右衛門室
  - 女子：喜久 - 長谷川求馬側室
- 養子
  - 男子：福島正宣
  - 男子：福島正之（1585-1608） - 別所重宗の七男
  - 女子：玄興院 - 来島長親室、水野忠正の娘

## 家臣
- 足立保茂
- 足立保宗
- 小河安良
- 大崎長行
- 尾関正勝
- 可児吉長
- 木造長政
- 仙石久勝
- 長尾一勝
- 福島治重
- 堀田勘右衛門
- 堀田弥五右衛門

## 福島正則を主題とする作品
小説
- 司馬遼太郎『愛染明王』（短編集『俺は権現』（講談社文庫)に収録）
- 高橋和島『福島正則―秀吉天下取りの一番槍』（PHP文庫)2000年
- 大久保智弘 『水の砦―福島正則最後の闘い』（講談社文庫)
- 高橋和島『闘将 福島正則―太閤記外伝』（PHP研究所)
- 山本周五郎『古い樫木』（短編集『花も刀も』（新潮文庫)に収録
- 加藤廣『神君家康の密書』(新潮社)2011年

## 登場作品
- 『関ヶ原』 1981年 TBS、演：丹波哲郎
- 『おんな太閤記』 1981年 NHK大河ドラマ、演：三上寛
- 『徳川家康』1983年、NHK大河ドラマ、演：綿引勝彦
- 『独眼竜政宗』 1987年 NHK大河ドラマ、演：河原さぶ
- 『徳川家康』 1988年 TBS大型時代劇スペシャル、演：小西博之
- 『葵 徳川三代』 2000年 NHK大河ドラマ、演：蟹江敬三
- 『天地人』2009年 NHK大河ドラマ、演：石原良純
- 『軍師官兵衛』 2014年 NHK大河ドラマ、演：石黒英雄
- 『真田丸』 2016年 NHK大河ドラマ、演：深水元基
- 『関ヶ原』 2017年 映画、演：音尾琢真
- 『どうする家康』 2023年 NHK大河ドラマ、演：深水元基